# Gargantiel
Gargantiel es una localidad española del municipio ciudadrealeño de Almadenejos, en la comunidad autónoma de Castilla-La Mancha.

## Geografía
Está ubicada al este de Almadén y cerca de la localidad pasa una rivera con su mismo nombre.

## Historia
Hacia mediados del siglo XIX, la localidad era mencionada como una aldea y tenía 27 casas. Aparece descrita en el octavo volumen del Diccionario geográfico-estadístico-histórico de España y sus posesiones de Ultramar de Pascual Madoz de la siguiente manera:

GARGANTIEL: ald. en la prov. de Ciudad-Real, part. jud. y térm. de Almaden. sit. 2 leg. E. de esta v. en un llano á la falda de una sierra: tiene 27 casas y 1 igl. dedicada á Ntra. Sra. de Gargantiel, aneja á la parr. de Saceruela, servida por un teniente de fija residencia; sus libros parr. solo alcanzan el año 1700: le baña la ribera de su nombre, de la que se surten los vec. para todos sus usos: pobl., riqueza y contr.: con Almaden. (V.)
(Madoz, 1847, p. 315)

En 2023, la localidad, perteneciente al municipio de Almadenejos, tenía una población de 11 habitantes.